# 1982 FY2
1982 FY2 är en asteroid i huvudbältet som upptäcktes den 18 mars 1982 av den belgiske astronomen Henri Debehogne vid La Silla-observatoriet.
Asteroiden har en diameter på ungefär 4 kilometer.